# أنس المرابط
أناس امبراط  (13 يوليو 1993 تطوان المغرب) هو لاعب كرة قدم مغربي يلعب كمدافع.

## روابط خارجية
- أناس امرابط على موقع قاعدة بيانات كرة القدم.إي يو (الإنجليزية)
- أناس امرابط على موقع قاعدة بيانات كرة القدم.إي يو (الإنجليزية)
- أناس امرابط على موقع ناشيونال فوتبول تيمز (الإنجليزية)
- أناس امرابط على موقع Soccerway.com (الإنجليزية)
- أناس امرابط على موقع AS.com (الإسبانية)